# Studio Davout
Pour les articles homonymes, voir Davout.
 (juillet 2017).
Si vous disposez d'ouvrages ou d'articles de référence ou si vous connaissez des sites web de qualité traitant du thème abordé ici, merci de compléter l'article en donnant les références utiles à sa vérifiabilité et en les liant à la section « Notes et références ».
Le studio Davout est un studio d'enregistrement musical, créé en 1965 à Paris par Yves Chamberland rejoint rapidement par Claude Ermelin, situé boulevard Davout, près de la porte de Montreuil, sur les 1 200 m2 de l'ancien cinéma « Le Davout »,.
Assez vaste pour accueillir un orchestre, et bien équipé pour répondre aux urgences habituelles du métier de compositeur de bandes originales, le studio Davout a été utilisé pour les enregistrements de nombreuses musiques de films.  
Le studio Davout ferme ses portes le 9 avril 2017, et a été démoli en 2018, ainsi que quelques bâtiments adjacents, pour y construire une école primaire et une chèche, qui ont ouvert leurs portes en septembre 2024.

## Historique
Le studio était connu pour son immense studio A de 360 m2 de surface et près de neuf mètres de hauteur sous plafond, qui pouvait accueillir plus d'une centaine de musiciens. La première musique à y avoir été enregistrée est celle du film Un homme et une femme composée par Francis Lai. Par la suite, Michel Legrand y enregistre Les Demoiselles de Rochefort de Jacques Demy (1967) et L'Affaire Thomas Crown de Norman Jewison (1968).
Le studio a fermé le 9 avril 2017, le propriétaire a été contraint de vendre le bâtiment à la mairie de Paris à la suite d'une expropriation pour cause d'utilité publique opérée par la municipalité qui compte y réaliser des logements sociaux, une crèche et une école ; les équipes du studio envisagent la poursuite de l'activité ailleurs. C'est le compositeur Philippe Rombi qui effectue la dernière séance d'enregistrement.
Le bâtiment abritant le studio est démoli en septembre 2018.

## Matériel technique
La première console à lampe est fabriquée par Yves Chamberland, accompagnée de magnétophones stéréo Ampex et des magnétophones à quatre, puis six pistes (35 mm) fabriqués artisanalement par Gunther Loof. Équipé d'un projecteur 35 mm, le studio permet l'enregistrement de la musique à l'image, une première en France.
Yves Chamberland construit ensuite un second studio, le studio B, équipé pour enregistrer des petites formations et des voix, puis le studio C pour des moyennes formations (35 musiciens), puis un auditorium de mixage cinéma : le studio D, puis le studio M dédié au mixage (à l'apparition des enregistreurs multipistes au milieu des années 1970). Avec l'accumulation des pistes au fil des années (2, 4, 8, 16, 24, 32, 48, etc.), le temps de mixage augmente d'une façon subséquente, le studio M est transformé en une nouvelle cabine de mixage, l'une des premières construite en Europe par Tom Hidley (Eastlake audio) et l'autre moitié du studio est transformé en chambre d'écho dite « naturelle », habillée toute en marbre, le studio D est lui transformé en cabine d'enregistrement dédiée aux synthétiseurs.
En 1988, Yves Chamberland vend le studio. Les nouveaux propriétaires sont obligés de mettre le studio Davout en redressement judiciaire en 1993. Vendu par le tribunal de commerce, il est ensuite géré par d'anciens employés. Le studio A reste alors le dernier grand studio à Paris, la cabine étant équipée d'une écoute multicanal, permettant le mixage des musiques pour le cinéma.

## Une pépinière d'ingénieurs du son
Andy Scott, Claude Ermelin, François Dentan, René Ameline, William Flageollet, Bill Bradley, Roger Roche, Jean-Loup Morette, Christophe Dupouy et Stéphane Prin, Philippe Weiss, Patrice Lazareff, Hubert Salou, Stéphane Reichart, Daniel Abraham, Bernard Darsch, Fernando Pereira-Lopes, etc. Sans oublier Gilbert Préneron qui en fut le directeur technique jusqu'en 1973, date à laquelle il fonda le Studio d'enregistrement itinérant (SEI).

## Artistes ayant enregistré au studio Davout
Le studio Davout accueille nombre d'artistes français et internationaux. Il compte jusqu'à quatre studios, dont le A très apprécié pour enregistrer les orchestres, notamment pour les musiques de films comme La Marche de l'empereur, Joyeux Noël.
Vladimir Cosma y a notamment enregistré Le Dîner de cons, La Gloire de mon père, Le Château de ma mère, La Boum, ou encore Les Aventures de Rabbi Jacob.
Liste non exhaustive d'artistes français
Alain Bashung - Alexandre Desplat - Axel Bauer - Barbara - Bertrand Cantat - Blasphème - Christophe - Brigitte Fontaine - Bruno Letort - Charles Trenet - Claude Bolling - Claude François - Club Charismatique - Jean Néplin - Cyclope - Dalida - Damien Saez - Diam's - Emma Shapplin - Eric Demarsan - Franck Avitabile - Fatidic Seconde - Gabriel Yacoub - Richard Galliano - Renaud Hantson - Georges Delerue - Glorious - I Muvrini - Indochine - Jean-Louis Murat - Jean-Luc Ponty - Jean Michel Jarre - Les Alligators - Les Negresses Vertes - Les Rita Mitsouko - Maîtrise de Radio France - Mama Béa - Manu Chao - Manu Dibango-Kassav'- Mikado - Marielle et Katia Labèque - Maurice Jarre - Maxime Le Forestier - Michel Legrand - Moko & Barney Wilen - Serge Lama - Michel Petrucciani - Michel Portal - Mugar - Patrick Bruel - Pierre Boulez - Patrick Rondat - Ridan - Roberto Alagna - Serge Gainsbourg - Sheila - Sirima - Stocks - Superbus - Yves Simon - Alain Larroue - Taxi Girl - Tété - Trust - Vladimir Cosma - Vitaa - William Sheller - Yann Tiersen - Yves Montand - Zazie.
Artistes étrangers
Abbey Lincoln - AC/DC (abborted sessions) - Al Di Meola - Alpha Blondy - Archive - Art Blakey - Mickey Baker - Big Voice Odom (Grand Prix du Jazz) -  Billy Joel - Chet Baker - David Byrne - Duran Duran - Keith Emerson - Eminem - Fela Kuti -Gene Kelly - Grace Jones - Hank Jones - Herb Alpert - Herbie Hancock - Jean Beauvoir - Jim Kerr - Joan Baez - John Barry - John Mac Laughlin - Keith Jarrett - Koffi Olomidé - Lalo Schifrin - Stan Getz - Lenny Kravitz - Little Milton (Grand Prix de l'Academie Cros) - Lou Reed - Luciano Berio - Lucky Peterson - Manitas de Plata - Melvin Taylor - Miles Davis - Nina Simone - Ozzy Osbourne - Pharrell Williams - Prince - Randy Newman - Ray Charles - Red Hot Chili Peppers - Rickie Lee Jones - Rihanna - Roberto Alagna - Ruggero Raimondi - Skatalites - Sparks - Sugar Blue - Talking Heads - The Cure - The Rolling Stones - U2 - Vangelis - Wayne Shorter - Werrason - Yo-Yo Ma.